# Isaura Navarro
Pour les articles homonymes, voir Navarro (homonymie).
Isaura Navarro i Casillas, née le 5 novembre 1973 à Valence, est une avocate et femme politique du Pays valencien, membre du parti Initiative du peuple valencien (IdPV).
De 2015 à 2019, et depuis 2023, elle est députée au Parlement valencien, après avoir été membre du Congrès des députés entre 2004 et 2008 au sein du parti Izquierda Unida.